# Emperor Point
Emperor Point är en udde i Antarktis. Den ligger i Västantarktis. Argentina och Storbritannien gör anspråk på området.
Terrängen inåt land är mycket platt. Havet är nära Emperor Point söderut. Trakten är obefolkad. Det finns inga samhällen i närheten.